# 平房駅
平房駅（へいほうえき）とは、中華人民共和国黒竜江省ハルビン市平房区に位置する拉浜線の駅。

## 歴史
- 1934年　開業。

## 隣の駅
中華人民共和国鉄道部
拉浜線
周家駅 - 平房駅 - 黎明駅
座標: 北緯45度35分01秒 東経126度40分09秒 / 北緯45.5835度 東経126.6693度